# Корбей-Эсон
Корбей-Эсон (фр. Corbeil-Essonnes) — город и коммуна во французском департаменте Эсон, округ Эври, административный центр двух кантонов.

## Географическое положение
Корбей-Эсон находится на юге от Парижа, в 28,3 км от его центра и связан с ним системой RER и пригородными поездами. Лежит на реке Эсон, впадающей в этом месте в Сену.

## История
В древности на месте Корбея было галло-римское поселение, о чем свидетельствуют археологические находки.
В аббатстве Сен-Жан-сюр-л`Исль похоронена французская королева Ингеборга Датская (1174—1236), бывшая его настоятельницей.
11 мая 1258 года здесь был подписан Корбейский мир между Людовиком IX и Хайме I, королём Арагона, а век спустя, в 1326 году, Корбейский мир между Францией и Шотландией.
В 1418 году Корбей был захвачен герцогом Бургундским. В 1562 году город подвергся атакам гугенотов во время Первой гражданской войны во Франции.
Начиная со Средневековья, в Корбее изготавливался порох, имелись кожевенные мастерские и мельницы для обеспечения Парижа мукой.
В 1840 году Корбей и Париж связала железная дорога, дав начало промышленному развитию города.
В 1951 году город слился с соседним городом Эсоном, получив объединённое название Корбей-Эсон.
С 1966 по 1971 год Корбей-Эсон временно был административным центром округа.

## Исторические памятники
- Кафедральный собор Сен-Спир (957 г.)[3]
- Пороховая мельница. Здесь, в частности, работали химик Антуан Лавуазье, ставший в 1775 году инспектором пороховых заводов, а также основатель компании DuPont Э. дю Пон.[источник не указан 285 дней]

## Города-побратимы
- Альсира, Испания
- Белинью, Португалия
- Восточный Дамбартоншир, Великобритания
- Зиндельфинген, Германия